# Honmon-ji

Pagode à quatre étages du Honmon-ji.

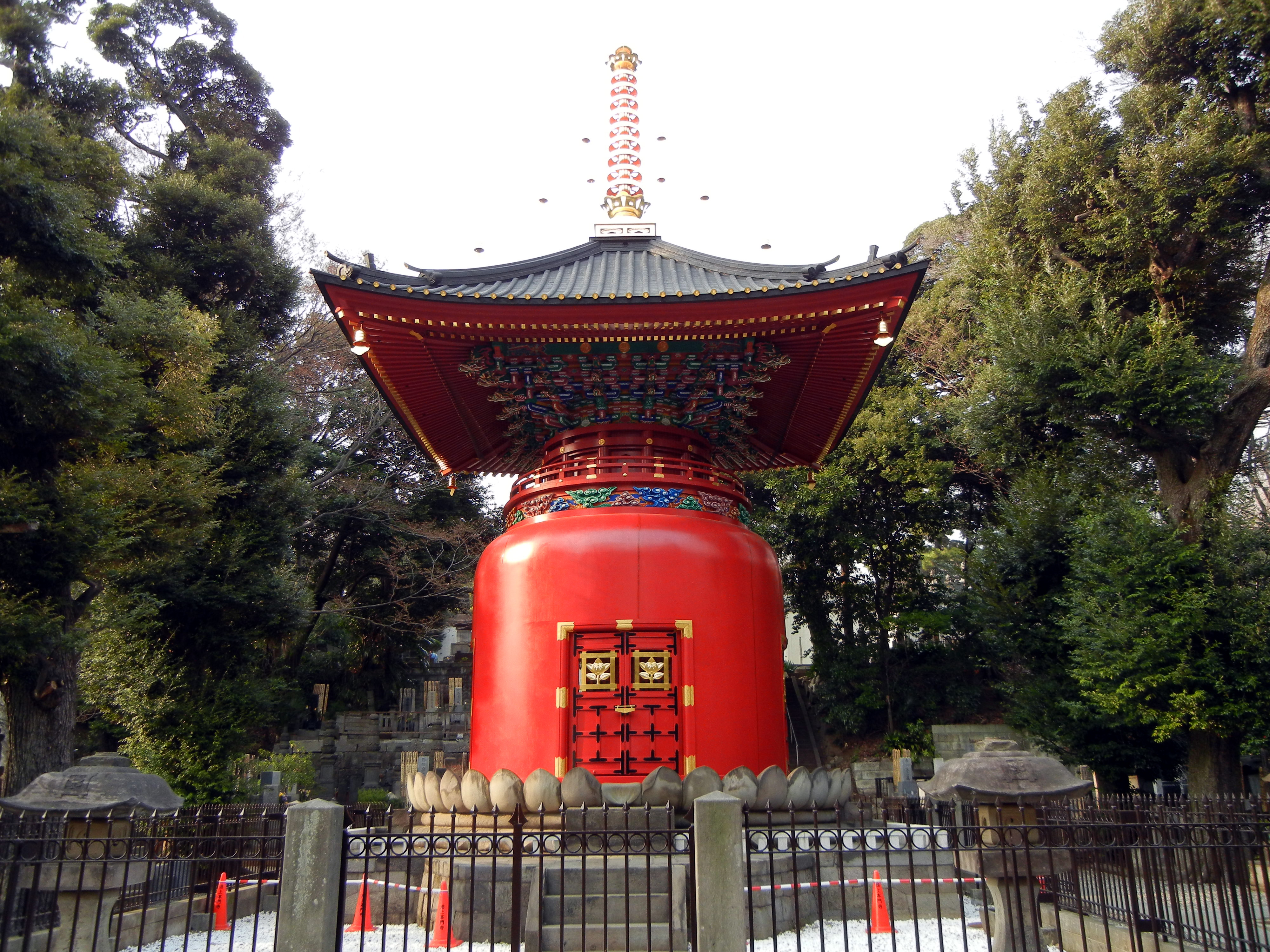
hōtō

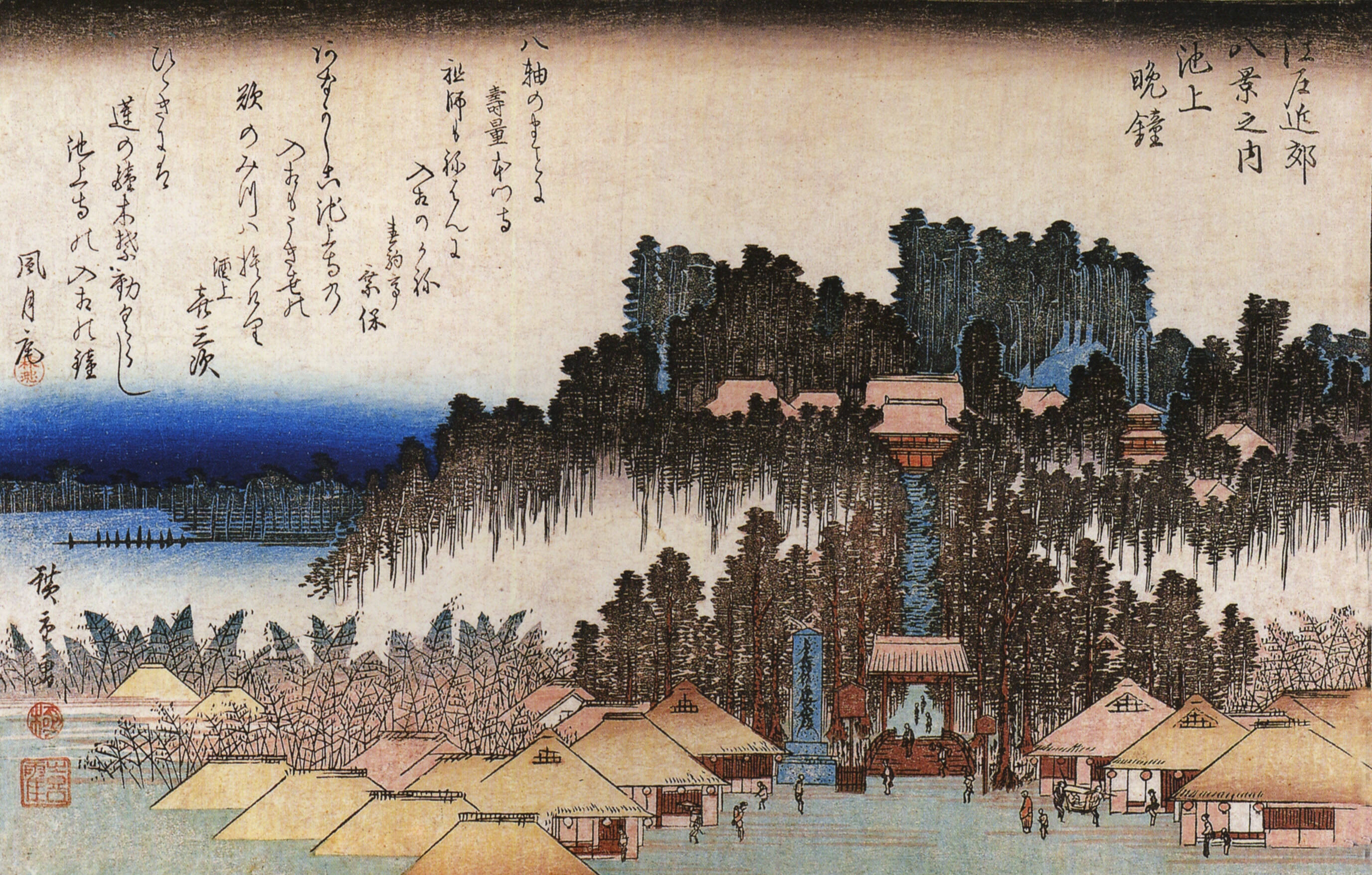
Hiroshige

Le Honmonji (本門寺) est un temple bouddhiste du Nichiren Shū situé dans le quartier de Ikegami (池上, littéralement : « l'étang du dessus »), de l'arrondissement de Ōta (大田区, Ōta-ku, littéralement : « quartier de la grande rizière ») dans la ville de Tōkyō.

## Histoire
Ce temple commémore la mort de Nichiren, le fondateur du Bouddhisme de Nichiren, en cet endroit, en 1282, mais les cendres de Nichiren sont conservées ailleurs, au Kuon-ji, temple principal de la Nichiren Shū, à Minobu.

## Activités
La Nichiren Shu possède, au cœur du Honmon-ji, un lieu de formation pour les moines, de nombreux bâtiments, et propose ainsi un soutien logistique aux différentes associations culturelles et sportives du quartier.
Le temple organise de nombreuses manifestations religieuses et culturelles qui animent la vie de l'arrondissent de Ōta dans les quartiers de Ikegami, de Kamata, de Magome et de Ōmori.